# Melanocamenta flabellata
Melanocamenta flabellata är en skalbaggsart som beskrevs av Moser 1919. Melanocamenta flabellata ingår i släktet Melanocamenta och familjen Melolonthidae. Inga underarter finns listade i Catalogue of Life.